# Cordyla richardii
Cordyla richardii é uma espécie de legume da família Leguminosae.
Pode ser encontrada nos seguintes países: Sudão e Uganda.